# Gordana Ćirjanić
Gordana Ćirjanić (Beograd, 1957) srpska je književnica.

## Biografija
Gordana Ćirjanić rođena je u Beogradu. Za Gordanu se kaže da piše dušom i umom psihologa.
Prevodila sa španskog i engleskog dela Luisa Sernude, Huana Oktavija Prensa, Huana Rulfa i Oskara Vajlda.
Prvu knjigu pripovedaka napisala je 1996. godine Velaskezovom ulicom do kraja. Ova knjiga može da se čita dva puta, jednom od kraja, a drugi put od početka. Nastala je na dva jezika, srpskom i španskom i tu vlada atmosfera dveju nespojivih zemalja. Ako pođemo od početka, tj. od broja 1 Velaskezovom ulicom susrećemo uvodne priče potpuno različite od onih sa kraja zbirke. Tu dvojnost Gordana primenjuje izgubljenošću na pola puta između Španije i Srbije.
Za roman Pretposlednje putovanje dobila je nagradu Žensko pero za 2000. godinu.
Za roman Poljubac dobila je nagradu Žensko pero za 2007. godinu.
Za roman „Ono što oduvek želiš“ dobila je NIN-ovu nagradu za 2010. godinu.

## Nagrade
Dobitnica je dve Bazarove nagrade Žensko pero 2000. i 2007. godine. Ninovu nagradu je dobila 2010. godine za roman Ono što oduvek želiš.

## Dela

### Zbirke pesama
- Mesečeva trava (1980)
- Gospa od sedam grehova (1983)
- Pred vratima vodenijem (1988)
- Gorka voda (1994)

### Knjige zapisa
- Pisma iz Španije (1995)
- Nova pisma iz Španije (2002)

### Romani
- Pretposlednje putovanje (2000)
- Kuća u Puertu (2003)
- Poljubac (2007)
- Ono što oduvek želiš (2010)
- Mreža (2013)
- Sedam života princeze Smilje (2015)[1]

### Zbirke priča
- Večnost je, kažu, dugačka (2005)
- Velaskezovom ulicom do kraja (1996)
- Kaprici i duže priče (2009)
- Kad svane, razlaz (2012)

## Refrence
1. ↑  Марибор, IZUM-Институт информацијских знаности. „Седам живота принцезе Смиље :: COBISS+”. plus.sr.cobiss.net (на језику: српски). Архивирано из оригинала 11. 04. 2021. г. Приступљено 2021-04-11.